# Elohim
Elohim (hebräisch אֱלֹהִים ʾᵆlōhîm, deutsch ‚Gott, Götter‘ maskuline Pluralform von hebräisch אֱלוֹהַּ ʾĔlōah, deutsch ‚Terebinthe‘ als das Singular) ist in der hebräischen Bibel – dem Tanach – nach יהוה jhwh die zweithäufigste Bezeichnung für „Gott“, wird aber häufig auch als Eigenname gebraucht. Laut Wellhausens Urkundenhypothese des Pentateuchs ist diese "elohistische" Textschicht, wo für Gott "Elohim" geschrieben wird, um etwa ein Jahrhundert jünger als die "jahwistische" Schicht aus dem 9. Jh. v. Chr., wo der Gottesname "JHWH" lautet. Verwandt ist das arabische Wort Allah sowie vielleicht die altheidnischen germanischen Wörter für Tempel, Heiliger Hain: asächs. alah, angls. ealh, got. alhs (auch asächs. wîh, anord. vé).

## Etymologie
Grammatikalisch stellt אֱלֹהִים ʾᵆlōhîm zunächst den numerischen Plural zu אֱלוֹהַּ ʾᵆlōah, einer westsemitischen Nebenform von אֵל ʾēl, dar. Da die Singularform erst in späteren Texten bezeugt ist, nahm man früher an, es handle sich dabei um eine sekundäre, aus אֱלֹהִים ʾᵆlōhîm abgeleitete Bildung. Dieser These ist jedoch nicht zu folgen, da im Aramäischen und Arabischen eine Singularform *’ilāh bekannt ist.
Wenn auch die Form אֱלֹהִים ʾᵆlōhîm wiederholt im Plural für die Bezeichnung fremder Götter verwendet wird (vgl. Dtn 6,14  u. ö.), wird sie meist mit singularischer Bedeutung als Bezeichnung für יהוה jhwh verwendet. So ist davon auszugehen, dass der Plural in späterer Zeit im Sinne eines Identitäts-, Abstrakt-, Herrschafts- bzw. Hoheitsplurals verstanden wurde.
Zunächst bezeichnet אֱלֹהִים ʾᵆlōhîm allgemein die Zugehörigkeit zur numinosen Sphäre (vgl. auch Bezeichnungen wie „Gotteshaus“, „Gottessöhne“ u. Ä.), daraus ergibt sich auch die steigernde Funktion des Begriffs (vgl. „Gottesfeuer“, „Gottesschrecken“ u. Ä.). An einigen Stellen bezeichnet אֱלֹהִים ʾᵆlōhîm göttliche Manifestationen, die später für יהוה jhwh beansprucht wurden, obwohl dort nicht ihr Ursprung liegt (vgl. Gen 28,11–19 ).
אֱלוֹהַּ ʾᵆlōah ist appellativisch oder als Eigenname mit „Gott“ zu übersetzen, der Plural אֱלֹהִים ʾᵆlōhîm kontextabhängig mit „Götter“ oder „Gott“, wissenschaftlich wird אֱלֹהִים ʾᵆlōhîm auch mit Elohim wiedergegeben. Die Begriffsgrenze ist fließend.
Die genaue Etymologie der Bezeichnung אֱלוֹהַּ ʾᵆlōah ist umstritten.
Die Bezeichnung יהוה אֱלֹהִים jhwh ʾᵆlōhîm stammt vermutlich aus dem Kontext der Pentateuchredaktion und schuf einen Übergang zwischen beiden Benennungen.
In der Septuaginta wird אֱלֹהִים ʾᵆlōhîm für gewöhnlich mit θεός theós wiedergegeben.

## Verhältnis von Elohim zu anderen Gottesbezeichnungen
In der Priesterschrift wird die Bezeichnung אֱלֹהִים ʾᵆlōhîm in der Urgeschichte, also für den allgemeinen Gottesbezug verwendet. Demgegenüber wird als Gottesbezeichnung der Väterzeit (אֵל) שַׁדַּי (ʾēl) šaddaj genutzt, und der Gottesname יהוה jhwh erst an Mose offenbart (Ex 6,2–12 ). So zeichnet die Priesterschrift eine Offenbarungsgeschichte von der revelatio generalis zur revelatio specialis.
Das Bewusstsein, dass יהוה jhwh der einzige Gott ist, zeigt sich auch in der Ersetzung des Gottesnamens durch אֱלֹהִים ʾᵆlōhîm im elohistischen Psalter und der Chronik, obwohl hier auch die Ehrfurcht vor dem Gottesnamen eine Rolle gespielt haben mag.
Nach rabbinischem Verständnis bezeichnet אֱלֹהִים ʾᵆlōhîm die richtende Seite Gottes, während der Gottesname seine Barmherzigkeit hervorhebt. Philo kehrt diese Zuordnung um. Jedoch sind diese Aspekte Gottes nicht zu trennen.

## Urkundenhypothese
Dass die Namen Elohim und JHWH im Pentateuch in verschiedenen Zusammenhängen genannt werden, war entscheidender Anhalts- und Ausgangspunkt für die Urkundenhypothese der alttestamentlichen Exegese im 19. Jahrhundert: Sie behauptete, dass der Pentateuch literarisch aus zwei bis vier unabhängig voneinander verfassten Quellenschriften zusammengesetzt wurde. Den vermuteten Autor der Textstränge, die Gott durchgängig Elohim nennen, nannte man den Elohisten im Unterschied zum Jahwisten, dem man die ausschließliche Verwendung des Eigennamens JHWH zuschrieb. Die von Julius Wellhausen klassisch formulierte Hypothese der Pentateuchquellen gilt als umstritten.